# Koh-Lanta : Les Chasseurs d'immunité
Vous pouvez aider à l'améliorer ou bien discuter des problèmes sur sa page de discussion.
- Il n'est pas vérifiable et peut contenir des informations totalement erronées. Il est fortement conseillé aux contributeurs d'étayer son contenu par des sources fiables. Sans cela, sa suppression pourrait être envisagée. (si vous venez d'apposer le bandeau, veuillez cliquer sur ce lien pour créer la discussion et en afficher les indications). (Marqué depuis juin 2024)
- Il peut contenir un travail inédit ou des déclarations non vérifiées. Vous pouvez l’améliorer en ajoutant des références. (Marqué depuis juin 2024)

- Archive Wikiwix
- Bing
- Cairn
- DuckDuckGo
- E. Universalis
- Gallica
- Google
- G. Books
- G. News
- G. Scholar
- Persée
- Qwant
- (zh) Baidu
- (ru) Yandex
- (wd) trouver des œuvres sur Wikidata

Vous pouvez aider à l'améliorer ou bien discuter des problèmes sur sa page de discussion.
- Certaines de ses couleurs nuisent à son accessibilité et ne respectent pas la charte graphique. Les couleurs ne sont pas interdites, mais il est conseillé d'en faire un usage modéré qui respecte les normes d'accessibilité. (Marqué depuis juin 2024)
- Son texte doit être wikifié : il ne correspond pas à la mise en forme Wikipédia (style, typographie, liens internes, liens entre les wikis, etc.). (Marqué depuis juin 2024)

Koh-Lanta : Les Chasseurs d'immunité est la 25e édition régulière de l'émission de téléréalité Koh-Lanta, diffusée sur les chaînes de télévision TF1 et Tahiti Nui TV, à partir du 13 février 2024. Elle est présentée par Denis Brogniart et a été tournée aux Philippines.

## Tournage

### Animation et production

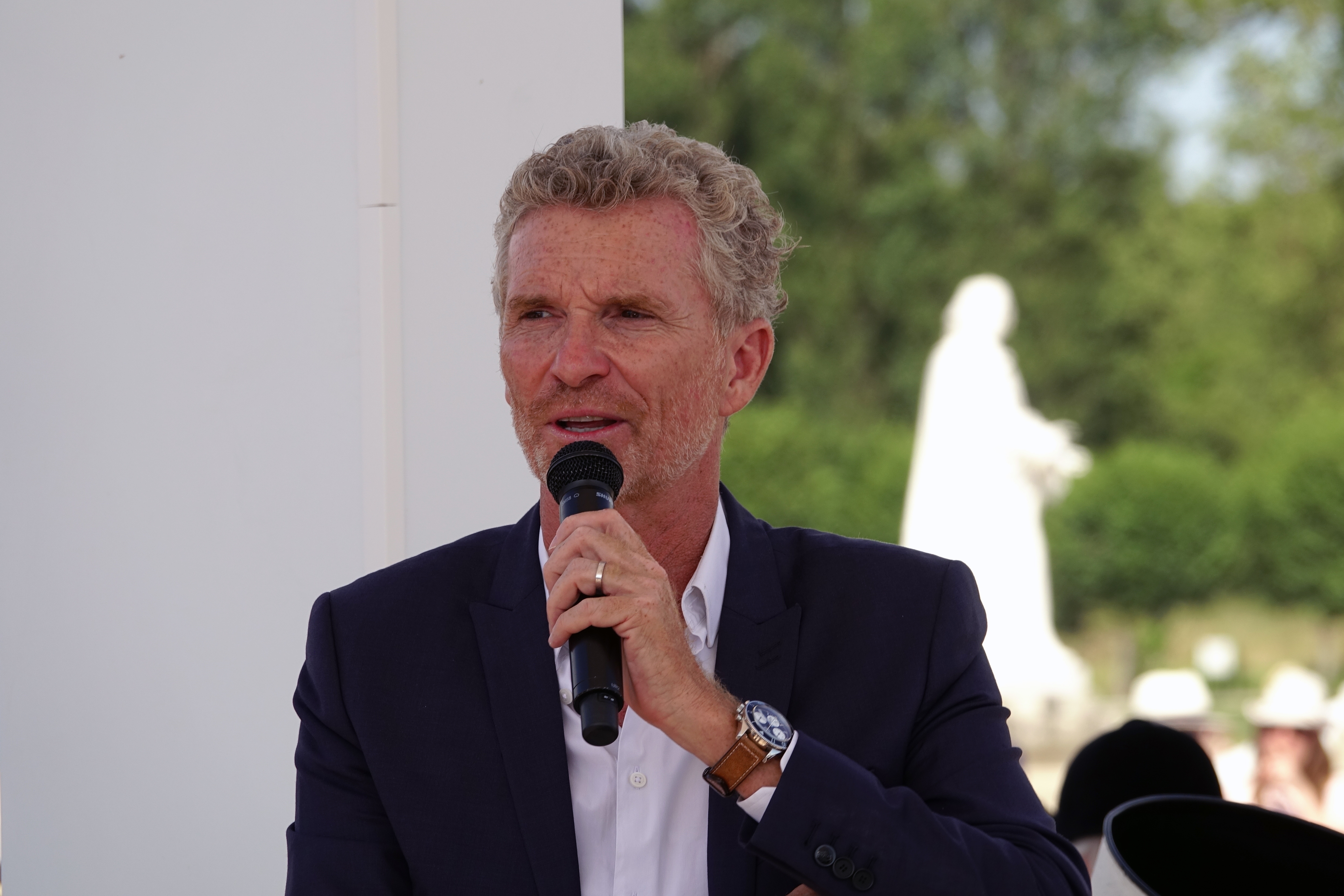
Denis Brogniart présente l'émission.

Denis Brogniart, animateur historique, présente une fois de plus l'émission. Il possède le rôle d'animateur expliquant les règles aux candidats ainsi que de présentateur en voix off.
La société de production Adventure Line Productions produit à nouveau cette saison.
Le tournage a eu lieu durant le printemps 2023.
Les derniers jours de tournage en mai 2023 ont été perturbés par le passage du puissant typhon Mawar (en) qui a frappé les Philippines. La production a dû s'organiser en urgence pour continuer le jeu tout en sécurisant le tournage et les candidats. Ainsi, certains sites d'épreuves ont été déplacés et les candidats ont dû changer de camps dans un endroit plus protégé (celui où ils se trouvèrent à ce moment-là aurait été inaccessible à cause du cyclone).
L'épreuve qui fût la plus impactée par le cyclone est l'épreuve des poteaux,. En effet, l'épreuve se déroulant en mer a dû être déplacée en urgence dans un bras de rivière à l'abri.

## Nouveautés

### Nouveaux colliers d'immunité
Cette saison s'articule autour de la présence de plusieurs colliers d'immunité, dissimulés dans des endroits inédits à la fois sur le camp mais également sur les lieux d'épreuves. « Nous avons ajouté des colliers d'immunité. Ils ont pour certains des pouvoirs très puissants », a précisé Julien Magne, directeur des programmes de la production. « Nous les avons disposés sur les camps bien sûr mais aussi sur les sites où se déroulent les épreuves ».
Souvent à l'origine de rebondissements, cet avantage significatif au moment du conseil va prendre cette année de multiples formes quitte à se transformer en cadeau empoisonné. « Il y a des bons et des mauvais colliers », ajoute Denis Brogniart.

## Candidats
Ci-dessous, la liste des 22 candidats, onze hommes et onze femmes entre 21 et 62 ans.
| Candidats | Candidats | Profession                                    | Âge    | Localisation         | Tribu | Jury final | Départ et réfs.  |
| --------- | --------- | --------------------------------------------- | ------ | -------------------- | --- | ---------- | ---------------- |
| ♂         | Steve     | Approvisionneur de distributeurs automatiques | 34 ans | Pyrénées-Orientales  | Kadasi (jour 1 – 3)                                                                                       |            | Éliminé,         |
| ♀         | Alicia    | Cheffe d’entreprise                           | 23 ans | Ain                  | Matukad (jour 1 – 6)                                                                                      | Éliminée,  |                  |
| ♀         | Nathalie  | Consultante en transition numérique           | 55 ans | Paris                | Kadasi (jour 1 – 7)                                                                                       | Éliminée,  |                  |
| ♂         | William   | Instructeur de survie                         | 62 ans | Essonne              | - Absent (jour 1 – 4)                                                                                     | Éliminé,   |                  |
| ♂         | Alexis    | Ex-militaire                                  | 21 ans | Lot                  | Kadasi (jour 1 – 12)                                                                                      | Éliminé,   |                  |
| ♀         | Émilie    | Vendeuse en téléphonie                        | 45 ans | Aude                 | Matukad (jour 1 – 14)                                                                                     | Éliminée,  |                  |
| ♀         | Sarah     | Expert-comptable                              | 34 ans | Haute-Corse          | Kadasi (jour 1 – 17)                                                                                      | Éliminée,  |                  |
| ♂         | Maxime    | Ingénieur en électricité                      | 43 ans | Rhône                | Matukad (jour 1 – 20)                                                                                     | Éliminé,   |                  |
| ♂         | Ricky     | Assistant d’éducation                         | 23 ans | Pyrénées-Orientales  | Matukad (jour 1 – 22)                                                                                     | Éliminé,   |                  |
| ♀         | Léa       | Infirmière secouriste                         | 22 ans | Hérault              | - Absente (jour 1 – 4)                                                                                    | 1re membre | Éliminée,        |
| ♀         | Océane    | Gérante de société dans l’immobilier          | 35 ans | Allier               | Kadasi (jour 1 – 22) Tribu réunifiée (jour 22 – 26)                                                       | 2e membre  | Éliminée,        |
| ♀         | Cécile    | Directrice d’implantations de restaurants     | 41 ans | Hauts-de-Seine       | Matukad (jour 1 – 22) Tribu réunifiée (jour 22 – 26)                                                      | 3e membre  | Éliminée,        |
| ♂         | Aurélien  | Agent commercial immobilier                   | 37 ans | Vienne               | Kadasi (jour 1 – 22) Tribu réunifiée (jour 22 – 29)                                                       | 4e membre  | Éliminé,         |
| ♂         | Jean      | Charpentier                                   | 26 ans | Calvados             | Matukad (jour 1 – 22) Tribu réunifiée (jour 22 – 32)                                                      | 5e membre  | Abandon médical, |
| ♀         | Mégane    | Vendeuse automobile                           | 28 ans | Moselle              | Matukad (jour 1 – 22) Tribu réunifiée (jour 22 – 32)                                                      | 6e membre  | Éliminée,        |
| ♂         | David     | Boucher-charcutier                            | 36 ans | Bas-Rhin             | Matukad (jour 1 – 22) Tribu réunifiée (jour 22 – 34)                                                      | 7e membre  | Éliminé,         |
| ♂         | Sébastien | Charpentier                                   | 30 ans | Pyrénées-Atlantiques | Kadasi (jour 1 – 22) Tribu réunifiée (jour 22 – 29) Éliminé (jour 29 – 33) Tribu réunifiée (jour 33 – 36) | 8e membre  | Éliminé,         |
| ♂         | Amri      | Gérant d’une salle de sport                   | 42 ans | Seine-Saint-Denis    | Kadasi (jour 1 – 22) Tribu réunifiée (jour 22 – 37)                                                       | 9e membre  | Éliminé,         |
| ♀         | Pauline   | Fromagère                                     | 29 ans | Haute-Garonne        | Kadasi (jour 1 – 22) Tribu réunifiée (jour 22 – 37)                                                       | 10e membre | Éliminée,        |
| ♀         | Julie     | Artisan taxi                                  | 37 ans | Nièvre               | Matukad (jour 1 – 22) Tribu réunifiée (jour 22 – 38)                                                      | 11e membre | Éliminée         |
| ♂         | Meïssa    | Chargé de recouvrement                        | 29 ans | Hauts-de-Seine       | Matukad (jour 1 – 22) Tribu réunifiée (jour 22 – 38)                                                      |            | Finaliste        |
| ♀         | Léa       | Responsable des ressources humaines           | 40 ans | Hauts-de-Seine       | Kadasi (jour 1 – 22) Tribu réunifiée (jour 22 – 38)                                                       | Vainqueur, |                  |

Légende :
- « Kadasi », signifie que l'aventurier fait partie de la tribu jaune.
- « Matukad », signifie que l'aventurier fait partie de la tribu rouge.
- « Éliminé », signifie que l'aventurier a été éliminé, avant de réintégrer le jeu.
- « Absent », signifie que l'aventurier n'avait pas encore intégré le jeu.
- « Tribu réunifiée », signifie que l'aventurier fait partie de la tribu réunifiée.

## Déroulement

### Bilan par épisode
| Épisode     | Diffusion       | Épreuves              | Épreuves            |                       | Conseil       | Conseil       | Conseil       | Réf. |
| Épisode     | Diffusion       | Confort               | Immunité            | Éliminé(s)            | Votes         | Départ        |               | Réf. |
| ----------- | --------------- | --------------------- | ------------------- | --------------------- | ------------- | ------------- | ------------- | ---- |
| 1er épisode | 13 février 2024 | Kadasi                | Matukad             | Steve                 | 6-4           | Jour 3        | [ 6 ]         |      |
| 2e épisode  | 20 février 2024 | Kadasi                | Kadasi              | Alicia                | 8-3           | Jour 6        | [ 10 ]        |      |
| 3e épisode  | 27 février 2024 | Ricky                 | Matukad             | William               | 8-1           | Jour 9        | [ 21 ]        |      |
| 4e épisode  | 5 mars 2024     | Matukad               | Matukad             | Alexis                | 5-2-1         | Jour 12       | [ 25 ]        |      |
| 5e épisode  | 12 mars 2024    | Kadasi                | Kadasi              | Émilie                | 8-2           | Jour 14       | [ 34 ]        |      |
| 6e épisode  | 19 mars 2024    | Matukad               | Matukad             | Sarah                 | 4-3           | Jour 17       | [ 37 ]        |      |
| 7e épisode  | 2 avril 2024    | Kadasi                | Kadasi              | Maxime                | 6-2-1         | Jour 20       | [ 43 ]        |      |
| 8e épisode  | 9 avril 2024    | Kadasi                | Jean                | Léa                   | 7-6           | Jour 23       | [ 105 ]       |      |
| 9e épisode  | 16 avril 2024   | Kadasi                | Jean                | Léa                   | 7-6           | Jour 23       | [ 106 ]       |      |
| 10e épisode | 23 avril 2024   | Amri                  | Jean                | Cécile                | 7-5           | Jour 26       | [ 107 ]       |      |
| 11e épisode | 30 avril 2024   | Mégane et Jean        | Mégane et Jean      | Sébastien et Aurélien | 6-3-2         | Jour 29       | [ 108 ]       |      |
| 12e épisode | 7 mai 2024      | Amri                  | Léa                 | Mégane                | 4-2-2-1       | Jour 32       | [ 109 ]       |      |
| 13e épisode | 14 mai 2024     | Sébastien             | Meïssa              | David                 | 4-4/4-3       | Jour 34       | [ 110 ]       |      |
| 14e épisode | 21 mai 2024     | Meïssa                | Meïssa              | Sébastien             | 5-3-1         | Jour 36       | [ 111 ]       |      |
|             |                 | Épreuve d'orientation | Épreuve des poteaux | Conseil final         | Conseil final | Conseil final | Conseil final |      |
| 15e épisode | 28 mai 2024     | Léa, Meïssa et Julie  | Léa                 | Léa                   | 8-3           | Vainqueur     | [ 112 ]       |      |
| 16e épisode | 4 juin 2024     | Léa, Meïssa et Julie  | Léa                 | Léa                   | 8-3           | Vainqueur     | [ 102 ]       |      |

#### Colliers d'immunité
| Localisation     | Propriétaire d'origine | Autre(s) propriétaire(s) | Aventurier(s) protégé(s) (ou pénalisé(s)) | Utilisation              | Utilisation | Utilisation | Votes annulés (sauf collier maudit) |
| Localisation     | Propriétaire d'origine | Autre(s) propriétaire(s) | Aventurier(s) protégé(s) (ou pénalisé(s)) | Statut                   | Jour        | Épisode     | Votes annulés (sauf collier maudit) |
| ---------------- | ---------------------- | ------------------------ | ----------------------------------------- | ------------------------ | ----------- | ----------- | ----------------------------------- |
| Camp des Kadasi  | Steve (jour 3)         | Aucun                    | Pauline et Sébastien                      | Utilisé                  | 3e          | 1er         | 0/10                                |
| Camp des Kadasi  | William (jour 4 – 6)   | Aucun                    | William                                   | Non utilisé              | Non utilisé | Non utilisé | Non utilisé                         |
| Camp des Kadasi  | Pauline (jour 9 – 12)  | Aucun                    | Pauline et Léa                            | Utilisé                  | 12e         | 4e          | 1/8                                 |
| Camp des Kadasi  | Aurélien (jour 9)      | Aucun                    | Sarah                                     | Utilisé                  | 9e          | 3e          | 0/9                                 |
| Camp des Kadasi  | Amri (jour 18 – 23)    | Aucun                    | Amri et Océane                            | Utilisé                  | 23e         | 9e          | 7/13                                |
| Camp des Kadasi  | Pauline (jour 20 – 23) | Aucun                    | Pauline                                   | Utilisé                  | 23e         | 9e          | 0/13                                |
| Camp des Matukad | Léa (jour 4 – 6)       | Aucun                    | Léa                                       | Utilisé                  | 6e          | 2e          | 0/11                                |
| Camp des Matukad | Ricky (jour 8 – 22)    | Meïssa (jour 22 – 23)    | Cécile                                    | Utilisé                  | 23e         | 9e          | 0/13                                |
| Camp des Matukad | Julie (jour 11 – 14)   | Aucun                    | Léa                                       | Utilisé                  | 14e         | 5e          | 2/10                                |
| Camp des Matukad | Cécile (jour 16 – 20)  | Aucun                    | David et Meïssa                           | Utilisé                  | 20e         | 7e          | 1/9                                 |
| Camp réunifié    | Amri (jour 25 – 26)    | Aucun                    | Amri                                      | Utilisé                  | 26e         | 10e         | 7/12                                |
| Camp réunifié    | Amri (jour 31 – 32)    | Aucun                    | Amri                                      | Utilisé                  | 32e         | 12e         | 2/9                                 |
| Camp réunifié    | Sébastien (jour 34)    | Aucun                    | Sébastien                                 | Utilisé                  | 34e         | 13e         | 0/8                                 |
| Camp réunifié    | Meïssa (jour 36)       | Aucun                    | Sébastien                                 | Utilisé (collier maudit) | 36e         | 14e         | + 1 voix contre                     |
| Camp réunifié    | Léa (jour 38)          | Aucun                    | Finaliste                                 | Finaliste                | Finaliste   | Finaliste   | Finaliste                           |
| Camp réunifié    | Meïssa (jour 38)       | Aucun                    | Finaliste                                 | Finaliste                | Finaliste   | Finaliste   | Finaliste                           |

### Détails des votes
|                      | Tribus initiales | Tribus initiales | Tribus initiales | Tribus initiales | Tribus initiales | Tribus initiales | Tribus initiales | Tribus initiales | Tribus initiales | Tribu réunifiée | Tribu réunifiée | Tribu réunifiée | Tribu réunifiée | Tribu réunifiée | Tribu réunifiée | Tribu réunifiée | Tribu réunifiée | Tribu réunifiée | Tribu réunifiée | Tribu réunifiée | Tribu réunifiée | Tribu réunifiée | Tribu réunifiée | Tribu réunifiée | Tribu réunifiée |
| -------------------- | ---------------- | ---------------- | ---------------- | ---------------- | ---------------- | ---------------- | ---------------- | ---------------- | ---------------- | --------------- | --------------- | --------------- | --------------- | --------------- | --------------- | --------------- | --------------- | --------------- | --------------- | --------------- | --------------- | --------------- | --------------- | --------------- | --------------- |
| ► Épisode            | 1                | 2                | 3                | 3                | 4                | 5                | 6                | 7                | 8                | 9               | 10              | 10              | 11              | 11              | 12              | 12              | 13              | 13              | 14              | 14              | 15              | 15              | 16              | 16              | 16              |
| ► Éliminé ou abandon | Steve            | Alicia           | Nathalie         | William          | Alexis           | Émilie           | Sarah            | Maxime           | Ricky            | Léa             | Océane          | Cécile          | Sébastien       | Aurélien        | Jean            | Mégane          | David           | David           | Sébastien       | Sébastien       | Amri            | Pauline         | Julie           | Meïssa          | Léa             |
| ► Votes              | 6/10             | 8/11             | 0                | 8/9              | 5/8              | 8/10             | 4/7              | 6/9              | 2                | 6/13            | 0               | 5/12            | 6/11            | 0               | 0               | 4/9             | /               | 4/7             | 5/9             | 5/9             | 0               | 0               | 1               | 3/11            | 8/11            |
| ▼ Candidats          | Votes            | Votes            | Votes            | Votes            | Votes            | Votes            | Votes            | Votes            | Votes            | Votes           | Votes           | Votes           | Votes           | Votes           | Votes           | Votes           | Votes           | Votes           | Votes           | Votes           | Votes           | Votes           | Votes           | Votes           | Votes           |
| Léa                  | Steve            |                  |                  | William          | Sarah            |                  | Sarah            |                  |                  | Léa             |                 | Cécile          | Sébastien       |                 |                 | Mégane          | David           | David           | Julie           | Julie           |                 |                 | Julie           | Jury final      | Jury final      |
| Meïssa               |                  | Alicia           |                  |                  |                  | Émilie           |                  | Maxime           |                  | Océane          |                 | Amri            | Sébastien       |                 |                 | Julie           | David           | David           | Sébastien       | Sébastien       |                 |                 |                 | Jury final      | Jury final      |
| Julie                |                  | Alicia           |                  |                  |                  | Émilie           |                  | Maxime           |                  | Océane          |                 | Amri            | Sébastien       |                 |                 | Amri            | Amri            | Amri            | Sébastien       | Sébastien       |                 |                 |                 | Meïssa          |                 |
| Pauline              | Steve            |                  |                  | William          | Sarah            |                  | Océane           |                  | Ricky            | Léa             |                 | Cécile          | Sébastien       |                 |                 | Mégane          | David           | David           | Sébastien       | Sébastien       |                 |                 |                 |                 | Léa             |
| Amri                 | Nathalie         |                  |                  | William          | Alexis           |                  | Sarah            |                  |                  | Léa             |                 | Cécile          | Sébastien       |                 |                 | Mégane          | David           | David           | Sébastien       | Sébastien       |                 |                 |                 | Meïssa          |                 |
| Sébastien            | Nathalie         |                  |                  | William          | Alexis           |                  | Sarah            |                  |                  | Léa             |                 | Cécile          | Meïssa          | [ n° 29 ]       | [ n° 29 ]       | [ n° 29 ]       | Amri            | Amri            | Julie           | Julie           |                 |                 |                 |                 | Léa             |
| David                |                  | Julie            |                  |                  |                  | Émilie           |                  | Léa              |                  | Océane          |                 | Amri            | Pauline         |                 |                 | Meïssa          | Amri            | Amri            |                 |                 |                 |                 |                 |                 | Léa             |
| Mégane               |                  | Julie            |                  |                  |                  | Émilie           |                  | Maxime           |                  | Océane          |                 | Amri            | Sébastien       |                 |                 | Amri            |                 |                 |                 |                 |                 |                 |                 | Meïssa          |                 |
| Jean                 |                  | Alicia           |                  |                  |                  | Émilie           |                  | Maxime           |                  | Océane          |                 | Amri            | Meïssa          |                 |                 |                 |                 |                 |                 |                 |                 |                 |                 |                 | Léa             |
| Aurélien             | Steve            |                  |                  | William          | Alexis           |                  | Océane           |                  |                  | Léa             |                 | Cécile          | Meïssa          |                 |                 |                 |                 |                 |                 |                 |                 |                 |                 |                 | Léa             |
| Cécile               |                  | Alicia           |                  |                  |                  | Léa              |                  | Maxime           |                  | Océane          |                 | Amri            |                 |                 |                 |                 |                 |                 |                 |                 |                 |                 |                 |                 | Léa             |
| Océane               | Steve            |                  |                  | William          | Alexis           |                  | Sarah            |                  |                  | Léa             |                 |                 |                 |                 |                 |                 |                 |                 |                 |                 |                 |                 |                 |                 | Léa             |
| Léa                  | [ n° 31 ]        | Alicia           |                  |                  |                  | Émilie           |                  | Maxime           | Ricky            | Océane          |                 |                 |                 |                 |                 |                 |                 |                 |                 |                 |                 |                 |                 |                 | Léa             |
| Ricky                |                  | Alicia           |                  |                  |                  | Émilie           |                  | Léa              |                  |                 |                 |                 |                 |                 |                 |                 |                 |                 |                 |                 |                 |                 |                 |                 |                 |
| Maxime               |                  | Alicia           |                  |                  |                  | Émilie           |                  | David            |                  |                 |                 |                 |                 |                 |                 |                 |                 |                 |                 |                 |                 |                 |                 |                 |                 |
| Sarah                | Nathalie         |                  |                  | William          | Alexis           |                  | Océane           |                  |                  |                 |                 |                 |                 |                 |                 |                 |                 |                 |                 |                 |                 |                 |                 |                 |                 |
| Émilie               |                  | Alicia           |                  |                  |                  | Léa              |                  |                  |                  |                 |                 |                 |                 |                 |                 |                 |                 |                 |                 |                 |                 |                 |                 |                 |                 |
| Alexis               | Steve            |                  |                  | William          | Léa              |                  |                  |                  |                  |                 |                 |                 |                 |                 |                 |                 |                 |                 |                 |                 |                 |                 |                 |                 |                 |
| William              | [ n° 32 ]        |                  |                  | Léa              |                  |                  |                  |                  |                  |                 |                 |                 |                 |                 |                 |                 |                 |                 |                 |                 |                 |                 |                 |                 |                 |
| Nathalie             | Steve            |                  |                  |                  |                  |                  |                  |                  |                  |                 |                 |                 |                 |                 |                 |                 |                 |                 |                 |                 |                 |                 |                 |                 |                 |
| Alicia               |                  | Julie            |                  |                  |                  |                  |                  |                  |                  |                 |                 |                 |                 |                 |                 |                 |                 |                 |                 |                 |                 |                 |                 |                 |                 |
| Steve                | Nathalie         |                  |                  |                  |                  |                  |                  |                  |                  |                 |                 |                 |                 |                 |                 |                 |                 |                 |                 |                 |                 |                 |                 |                 |                 |
| Pénalité             |                  |                  |                  |                  |                  |                  |                  |                  |                  |                 |                 |                 |                 |                 |                 | Meïssa          |                 |                 | Amri            | Amri            |                 |                 |                 |                 |                 |
| Vote noir            |                  |                  |                  |                  |                  |                  |                  |                  |                  |                 |                 | Amri            | Pauline         |                 |                 | Mégane          | Amri            |                 | Julie           | Julie           |                 |                 |                 |                 |                 |

## Résumés détaillés
- Si vous ne connaissez pas le sujet, laissez ce bandeau (vous pouvez alors contacter les auteurs).
- Si vous supprimez le contenu mis en cause (vous pouvez préalablement contacter les auteurs),

argumentez précisément cette suppression dans la page de discussion
(un manque de référence n'est pas un argument ; une recherche réelle de référence doit avoir été effectuée, être formellement documentée).

### 1erépisode
Cet épisode est diffusé le 13 février 2024.
Aux Philippines, sur l'île de Luçon, les vingt nouveaux aventuriers débarquent dans deux camions traversant la mangrove. Une fois descendus des fourgons, les aventuriers découvrent une série de bambous à leurs noms contenant leurs foulards jaunes ou rouges, en fonction de la tribu à laquelle ils appartiendront.
D'un côté l'équipe des Kadasi (jaunes) est constituée d'Alexis, Amri, Aurélien, Léa, Nathalie, Océane, Pauline, Sarah, Sébastien et Steve. Et celle des Matukad (rouges) d'Alicia, Cécile, David, Émilie, Jean, Julie, Maxime, Mégane, Meïssa et Ricky.
Une fois les tribus constituées, celles-ci ont dû immédiatement se lancer dans la toute première épreuve, une épreuve de logique et de force, dans laquelle les équipes ont dû faire passer un énorme bélier de 100 kilos sur un parcours semé d’embûches. Les jaunes en ressortent vainqueurs et partent à la découverte de leur camp équipés d'un kit de construction avec marteau, clous et scie pour notamment construire un abri solide. Côté rouge, Alicia déclare que cette première défaite est de bon augure afin d'apprendre les qualités et faiblesses de chacun.
Les deux tribus découvrent leurs camps et cherchent des ressources telles que le point d'eau ou de la nourriture. Chez les Matukad, Maxime veut garder sa découverte de banane pour lui tout seul, mais l'arrivée de Julie l'oblige à renoncer à ce projet. Chez les jaunes, Nathalie, la doyenne du groupe, fait croire aux autres qu'elle a 48 ans au lieu de 55, par peur d'être une cible facile due à son âge.
Les deux charpentiers de la saison, à savoir Jean et Sébastien, attrapent des coups de soleil douloureux sur les yeux. L'équipe médicale intervient pour leur poser un bandage.
Pour l'épreuve d'immunité, chaque aventurier doit traverser une corde suspendue au-dessus de l’eau en s'agrippant à des lianes. Une fois l’équipe entière passée de l’autre côté, elle doit se réunir sur une poutre et tenir en équilibre. Contre toute attente, les rouges l’ont emporté, malgré la difficulté d'Alicia, de David et de Julie de se tenir en équilibre sur la corde, évitant ainsi le redouté conseil.
De retour sur leur camp, chez les jaunes, Pauline et Steve se sentent particulièrement en danger et se mettent à la recherche d'un collier d'immunité. Steve parvient à en trouver un, valable uniquement lors du prochain conseil, avec comme message « Il [ce collier] vous appartient mais il ne pourra pas vous protéger. Il protégera les deux aventuriers que vous nommerez après avoir joué votre collier, juste avant le dépouillement ». Voulant se montrer stratège, le Perpignanais décide de révéler sa trouvaille aux autres membres de la tribu Kadasi, en leur faisant croire que ce collier l'immuniserait pour le prochain conseil.
Lors du conseil des Kadasi, après le vote, Steve choisit de protéger Sébastien et Pauline d'une éventuelle élimination, mais sa stratégie se retournera contre lui car la plupart de ses coéquipiers n'ont pas cru à ses annonces sur le camp et il se retrouvera éliminé avec six voix contre lui, contre quatre voix pour Nathalie.

### 2eépisode
Cet épisode est diffusé le 20 février 2024.
Le jeu de confort est annoncé, et pour le remporter il faut libérer une malle qui se trouve dans une trappe immergée dans l'eau, la ramener sur la plage, la hisser sur une plate-forme et en défaire les nœuds. La tribu gagnante pourra déguster une carangue cuite au feu de bois. Mais ce n'est pas tout, la tribu aura le choix entre deux nouveaux aventuriers qui feront leur entrée en jeu. Chez les rouges, un tirage au sort a lieu parmi les hommes qui sont en supériorité numérique par rapport aux jaunes et c'est l'électricien Maxime qui tire la boule noire.
Ce sont les Kadasi qui remportent le confort et la possibilité de choisir un nouvel aventurier. D'un côté Léa, 22 ans, infirmière secouriste, pratiquante de crossfit, de natation, de musculation et championne de France en 2016. Et de l'autre William, 62 ans, professionnel de la survie, spécialiste de la vie en pleine nature et organisateur de séjours de découverte de la forêt Amazonienne en Guyane. Après concertation, les jaunes choisissent de recruter William. Léa ira donc chez les rouges.
Chez les jaunes, de retour sur leur campement, William trouve déjà ses marques et donne des conseils pour l'étanchéité de la cabane, pour découper du poisson, fabriquer un harpon et dévoile même une technique pour dormir sans avoir mal au dos au réveil. Les filles, notamment Nathalie et Sarah sont conquises par cette recrue. Amri aurait cependant préféré choisir la sportive Léa.
Chez les rouges, l'ambiance est tout autre. Autour d'une discussion sur l'arrivée de Léa, qu'Alicia trouve un peu prétentieuse, Julie lui répond qu’il faut lui laisser du temps pour s'intégrer au groupe. Alicia lui lance à son tour, de manière cinglante, qu'elle ne lui a pas accordé la parole. Julie se plaint du sale caractère de la vendeuse de piscines et la guerre est officiellement déclarée entre les deux femmes. Le médecin doit intervenir une troisième fois depuis le début de la saison car le boucher-charcutier David, en tentant de couper une noix de coco, s'est entaillé le pouce avec une machette.
Pour l'épreuve d'immunité, après avoir identifié l’emplacement de cinq bolas sur un plan, les binômes constitués dans chaque équipe devront les retrouver parmi quarante-cinq poteries suspendues au-dessus d'eux. Puis, ils devront traverser des palissades Avant de les raccrocher l’une après l’autre à une barre attachée entre deux poutres. Chez les rouges, Léa, qui espérait tant pouvoir disputer sa première épreuve, tire par malchance la boule noire. Lors de l'épreuve, du côté rouge, Alicia, victime d'un gros coup de fatigue, se fait une nouvelle fois remarquer par sa difficulté à franchir les palissades, au point que son binôme d'épreuve Meïssa est obligé de la porter. Au final, les rouges s'inclinent face aux jaunes qui réussissent à accrocher toutes leurs bolas.
Pour les votes du conseil à venir, les rouges ciblent Alicia, qui pénalise trop souvent l'équipe lors des épreuves et Julie, pour son manque de sociabilité sur le camp. Alicia, qui ne supporte plus Julie, tente auprès des autres d'élaborer une stratégie afin de ramener un maximum de votes contre elle.
Au conseil des Matukad, c'est sans grande surprise Alicia qui est éliminée avec huit voix contre elle, contre trois voix pour Julie. Avant de partir, elle demande des explications à Cécile et Émilie sur leurs votes, tout en les accusant au passage de trahison.

### 3eépisode
Cet épisode est diffusé le 27 février 2024.
Denis annonce que le jeu de confort qui suit sera individuel. Les aventuriers de chaque tribu devront tenir un bambou de 2,60 mètres pour les hommes et 2,30 mètres pour les femmes sur leurs têtes. Les deux candidats qui feront tomber leur bambou en premier disputeront un duel éliminatoire au cas où leur équipe échoue. En cas de victoire, la tribu remportera trois kilos de riz. Chez les jaunes, se sont Amri et Nathalie qui tiennent moins longtemps ainsi que Cécile et Mégane chez les rouges. Côté jaune, Aurélien qui espère amener la victoire à son équipe, pousse des cris de rage, mais le père de famille s'incline face au doyen William, le dernier à tenir son bambou. William se retrouve face à Maxime et Ricky chez les rouges et c'est le jeune Ricky qui s'impose et offre la victoire et le riz aux Matukad.
Ricky, en tant que gagnant, bénéficie également d'un indice pour dénicher un des nombreux colliers d'immunité. Amri et Nathalie, derniers des perdants jaunes, doivent s'affronter dans un duel où ils doivent libérer, à l'aveugle, une boule prisonnière d'un labyrinthe. Après avoir été tous les deux proches du but, ils ont fait demi-tour pensant être dans la mauvaise direction sur le labyrinthe mais le boxeur Amri libère sa boule avant Nathalie qui se retrouve éliminée. En larmes, la Parisienne quitte ses camarades en espérant que son parcours ait rendue fière sa fille.

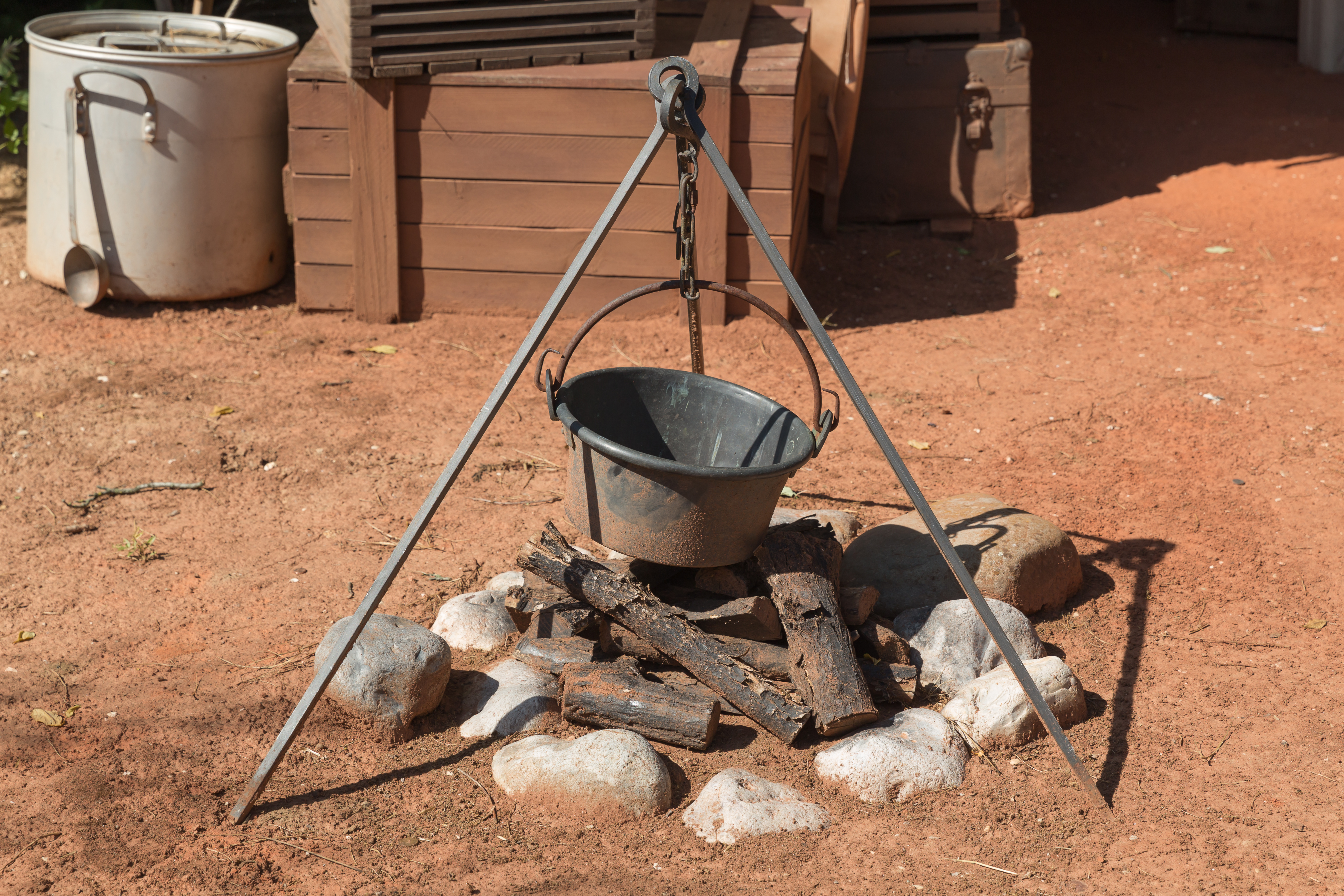
Les Matukad (tribu rouge) parviennent à allumer un feu au bout de sept jours d'aventure.

Sur le camp des rouges, après sept jours d'aventures et moult tentatives infructueuses, les aventuriers arrivent à faire du feu, notamment grâce à l'ingénieur Maxime.
Pour reporter l'épreuve d'immunité, les aventuriers de chaque tribu doivent plonger à tour de rôle dans la mer pour libérer dix tortues de bois. Émilie tire la boule noire lors du tirage au sort des femmes rouges et ne joue pas. Chez les jaunes, alors qu'il a triomphé lors de l'épreuve de confort, c'est un autre William qui se révèle pour l'épreuve d'immunité. L'expert en survie, est à la peine et fait du sur-place dans l'eau ce qui retarde l'avancée de son équipe alors que côté rouge, la jeune Léa, qui peut enfin montrer ses capacités sportives, plonge à 5 mètres de profondeur en apnée sans problème pour récupérer la dernière tortue et offrir la victoire à son équipe. Pendant l'épreuve, Ricky à de son côté réussi à trouver le collier d'immunité dissimulé dans une bannière sur le lieu d'épreuve grâce à l'indice.
Les jaunes qui enchaînent les défaites sont dépités. Pauline et Léa craignent pour leur avenir dans le jeu et se mettent à la recherche d'un collier d'immunité. William est également inquiet lui aussi après sa contre-performance lors de l'épreuve, d'autant que ses camarades auraient préférer savoir en amont que le doyen ne savait pas nager. Sarah le met en garde sur ses lacunes qui pourraient devenir un fardeau pour l'équipe. Le lendemain d'une nuit d'orage, Pauline trouve un collier d'immunité qui peut la protéger ainsi qu'un autre aventurier de son choix. Aurélien en trouve un aussi, mais Sarah le surprend dans sa trouvaille.
Au conseil des Kadasi, Aurélien confie son collier d'immunité à usage individuel à Sarah. Mais celui-ci lui sera inutile car c'est William qui se retrouve éliminé à l'unanimité contre une voix pour Léa. Les jaunes ont retenu de lui sa faiblesse lors de l'épreuve d'immunité et lui reproche un côté vantard dû à ses connaissances en survie.

### 4eépisode
Cet épisode est diffusé le 5 mars 2024.
Chez les rouges, avant l'épreuve de confort, Julie confectionne pour son équipe des couverts en argile.
L'épreuve de confort est un classique de Koh-Lanta, celle des flambeaux où il faut traverser une série d'obstacles en transportant un lourd flambeau pour pouvoir embraser une vasque et décrocher la victoire avec à la clé cinq pizzas savoureuses à déguster sur le camp. Les rouges parviennent à embraser leur vasque et Denis annonce ensuite que ces mêmes rouges devront choisir entre les cinq pizzas et un kit de pêche. Une récompense éphémère et une autre perpétuelle. Les jaunes, perdants de cette épreuve, doivent désigner un rouge pour qu'il bénéficie d'un indice pour trouver un collier d'immunité. Après concertation, les rouges choisissent les pizzas comme récompense et les jaunes donnent un indice à Julie qu'ils sentent un peu à l'écart du groupe.
La bonne ambiance est au rendez-vous chez les rouges, mais malgré les pizzas, elle se dégrade vite car les garçons se sont agacés de l'attitude de Léa lors de l'épreuve. Ceux-ci reprochent à la benjamine du groupe de ne pas les avoir écoutés. Émilie, très émue de participer à Koh-Lanta, se met à pleurer sur le camp. Julie et Meïssa pensent que la championne de culturisme joue la comédie. Pendant la nuit, Julie parvient à trouver un collier d'immunité caché dans le couvercle de la réserve d'eau, grâce à l'indice.
Une autre épreuve emblématique attend les deux tribus, celle des radeaux à confectionner au préalable sur le camp. Chez les rouges, c'est notamment Maxime et Jean qui s'attellent à la réalisation de l'embarcation. Meïssa et Léa se chamaillent au sujet du radeau. Chez les jaunes, Alexis souhaite apporter son aide à la confection des nœuds du radeau, mais problème, il ne sait en réalité pas en faire et cela agace le charpentier Sébastien. L'attitude autoritaire de Sarah est également pointée du doigt.
Lors de l'épreuve, ce sont les rouges qui arrivent à attraper le drapeau jaune lors des deux manches et remportent le totem d'immunité. Denis déclare par ailleurs que c'est la première fois sur cette épreuve qu'un radeau est allé aussi vite dans une ligne droite, d'autant que Maxime a eu la brillante idée d'emboîter les bambous plutôt que de les relier avec des cordes.
L'ambiance est de nouveau tendue chez les rouges malgré les multiples victoires, Cécile et Julie s'écharpent à cause d'un fruit de pandanus et Mégane réunit tout le monde pour savoir qui a dit à Léa de se méfier d'elle. Certains aventuriers reprochent à Léa de semer le trouble en refusant de dénoncer la personne, d'autres se doutent qu'il s'agit d'Émilie.
Lors du conseil des Kadasi, les querelles se poursuivent, cette fois chez les jaunes. Le jeune Alexis, miné par l'enchaînement de défaites de son équipe, prend la parole et dénonce le manque de communication au sein du groupe et le comportement nocif de plusieurs membres tels que ceux d'Amri, Sarah ou Sébastien. Ces propos amèneront à l'élimination de l'ancien militaire de 21 ans à cinq voix, contre deux pour Sarah et une voix pour Léa, non comptabilisée grâce au collier que lui a transmis son alliée Pauline.
À la fin du conseil, au vu des multiples défaites et le manque de nourriture sur leur camp, Denis offre aux jaunes 700 grammes de riz.

### 5eépisode
Cet épisode est diffusé le 12 mars 2024.
Au matin d'une nouvelle journée chez les Kadasi, ceux-ci sont encore sonnés par les propos électriques d'Alexis la veille au conseil, et tous veulent se mobiliser pour réussir les épreuves, d'autant qu'ils peuvent désormais remplir leurs estomacs grâce au riz offert par Denis.
Pendant l'épreuve de confort qui a lieu, les aventuriers, s'ils se montrent efficaces, pourront apporter un maximum de provisions sur leur camp en récoltant notamment des œufs, des pâtes ou encore du chocolat. Pour se faire, attaché à une corde, un membre de chaque équipe doit récupérer une série de plaquettes avec inscrit le nom d'une vivre (pâtes, café, etc..) à l’effigie des récompenses. Les yeux bandés, ses camarades doivent ensuite le rejoindre au son de la voix… Les trois rouges, Mégane, David et Jean sont écartés de l'épreuve lors du tirage au sort. Surmotivé, le charpentier jaune Sébastien se montre très véloce et réalise un beau démarrage et ne sera jamais rattrapé par le malheureux Ricky, plombé par les difficultés d’orientation des rouges.
Les jaunes peuvent une nouvelle fois manger grâce aux vivres obtenues lors de l'épreuve, et Cécile se montre fair-play de ce résultat. Meïssa, plus compétitif, n'est pas du même avis que sa camarade rouge en déclarant se moquer si les jaunes ont faim ou sont en difficulté.
Les jaunes retournent sur leur camp aux anges, notamment Amri et Pauline, très émus de déguster des cookies. Chez les rouges cependant, l'ambiance est morose, le jeune Ricky annonce s'être fait mal au genou pendant l'épreuve et est contraint, à contrecœur par peur d'être exclu sur décision médicale, de prévenir le médecin. Le médecin arrive et annonce à Ricky que ce dernier peut continuer sereinement l'aventure.
L'épreuve d'immunité est un classique, celle des catapultes, avec huit cibles à abattre pour chaque équipe. Les cibles sont placées de 7 m à 21 m. Les jaunes commencent sur les chapeaux de roues et mènent 5 à 0. Mais les rouges ont de la ressource et reviennent dans le jeu pour arriver à une égalité parfaite entre les deux équipes : 7 partout. C'est finalement Aurélien qui fait ramener le totem sur le camp jaune en faisant tomber la dernière cible. La fromagère Pauline, qui manquait de confiance en elle en début d'aventure, fait part de sa grande satisfaction, elle qui a réussi à faire tomber pas moins de trois cibles.
Chez les rouges, l’heure est à l’explication. En effet, Émilie aurait dit à Léa de se méfier de Mégane. Ceci est remonté aux oreilles de cette dernière qui l’a très mal pris. Mais Émilie parle de quiproquo et nie avoir tenu ses propos. Émilie et Léa tentent donc de clarifier la situation. Mais en vain car Léa persiste et signe, en assurant qu’Émilie lui a bien tenu ces propos. Émilie se sent menacée et part en quête d'un collier d'autant que l'affaire du sac fouillé d'Alicia revient sur le devant des conversations.
Au conseil des Matukad, Léa et Émilie s'expliquent une nouvelle fois à propos des dires d'Émilie à Léa sur le fait que cette dernière doit se méfier de Mégane, et Meïssa profite de cette occasion pour demander à Émilie si oui ou non elle a fouillé dans le sac d'Alicia en quête de collier. La quadragénaire avoue à demi-mot ses actes. Julie et Cécile font de même et révèlent leur complicité dans cette affaire. Ces révélations ne permettront pas à Émilie d'échapper aux mailles du filet puisque celle-ci se retrouve éliminée à huit voix contre elle, contre deux voix non comptabilisées pour Léa, sauvée par le collier de Julie.

### 6eépisode
Cet épisode est diffusé le 19 mars 2024.
Au lendemain de leur conseil, qui a vu le départ d'Émilie, les rouges reviennent une nouvelle fois sur l'histoire du sac fouillé d'Alicia et Julie, qui a avoué la veille au même titre que Cécile avoir participé à cette action peu honnête, déclare avoir été prise au dépourvu par Émilie. Cécile, quant à elle, a avoué s'être sentie un peu bête vis-a-vis de ses camarades. Meïssa ne regrette pas le départ de la coach sportive qui, selon lui, semait la zizanie au sein du groupe. David, lui, voudrait tenter de ressouder le groupe mais Maxime doute de la franchise du boucher.

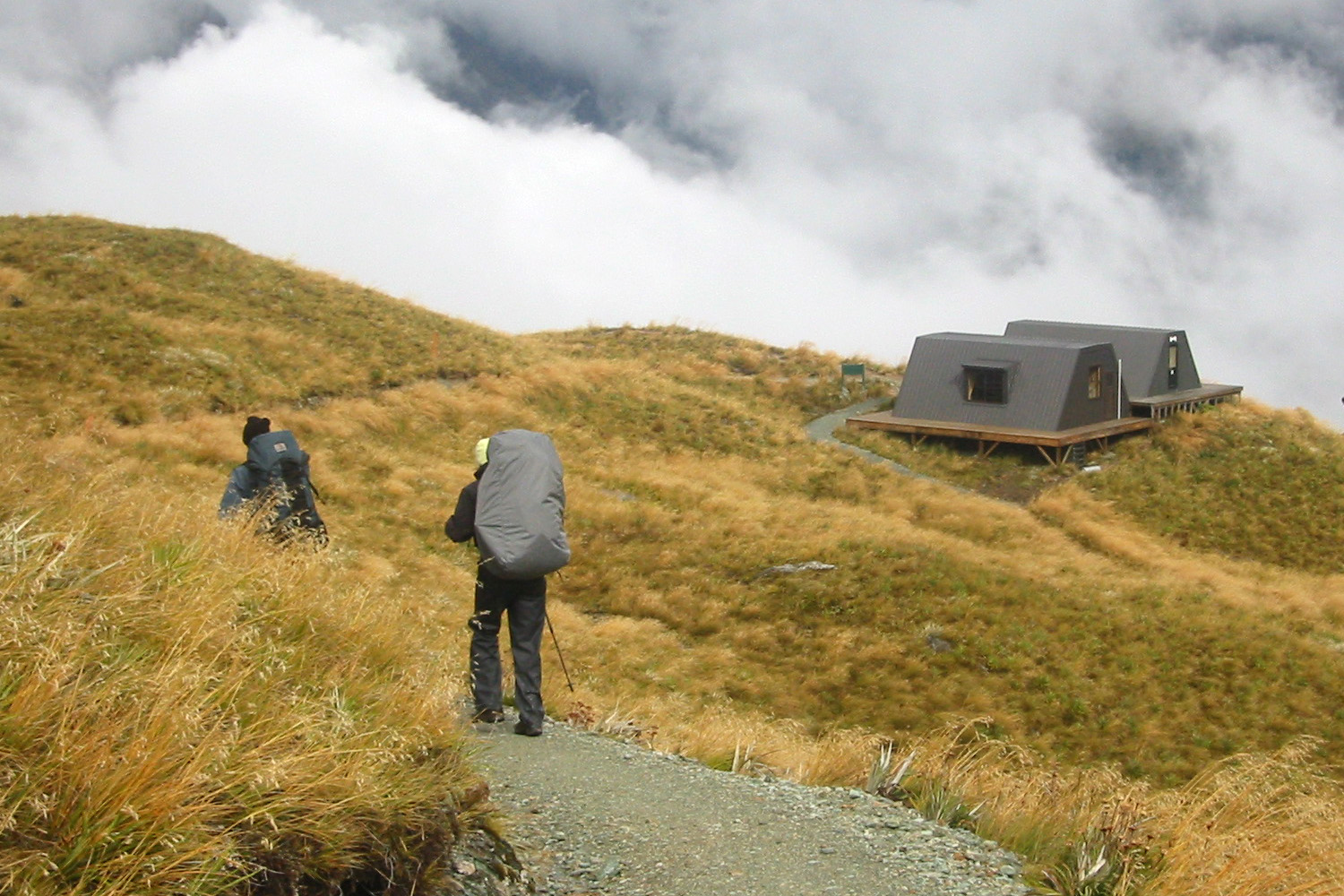
Randonnée pédestre au milieu de la jungle qu'ont dû effectuer les jaunes et les rouges lors de cet épisode.

Une fois arrivées sur le lieu supposé du déroulé de l'épreuve de confort, Denis annonce d'emblée aux deux tribus qu'elles partiront pour un trek au beau milieu de la jungle et qu'elles passeront, tribus séparées, la nuit dans un bivouac. Et c'est sur ce bivouac que les aventuriers disputeront leur épreuve de confort, épreuve qu'ils devront disputer de nuit, fait très rare dans Koh-Lanta. Les vainqueurs auront le droit de prendre une douche dans une cascade et de profiter d'un bon repas pour reprendre des forces, mais également le droit de pouvoir passer un coup de fil à leurs proches.
Pendant leur périple, les rouges s'attèlent à trouver du bois pour pouvoir réaliser un feu. Côté jaune, arrivé sur le bivouac, le charpentier Sébastien s'occupe de la construction de la cabane. Une fois la nuit tombée, l'épreuve de confort peut avoir lieu. Les membres de chaque tribu en ligne, ils doivent rester en équilibre le plus longtemps possible sur une poutre de bois de 8 cm. Par soucis d'équité, Jean et Meïssa ont tiré la boule noire avant de partir en périple et ne participent donc pas. Au bout d'un certain temps d'épreuve, où plusieurs aventuriers sont tombés, une égalité parfaite à lieu. Pauline, Léa et Aurélien des jaunes ont tenus tête à Cécile, Léa et Ricky des rouges. Chaque équipe doit donner un indice à l'un des rescapés de l'équipe adverse pour trouver un collier d'immunité individuel. Les jaunes décident de l'offrir à Cécile tandis que les rouges désignent Pauline.
À la suite de cette égalité, les aventuriers doivent s'affronter en duel où il faut constituer un édifice de deux niveaux avec des colonnes et plusieurs pièces. Maxime se lance pour les rouges, Sarah pour les jaunes. Et c'est l'ingénieur Maxime qui l'emporte, offrant donc aux Matukad l'épreuve de confort.

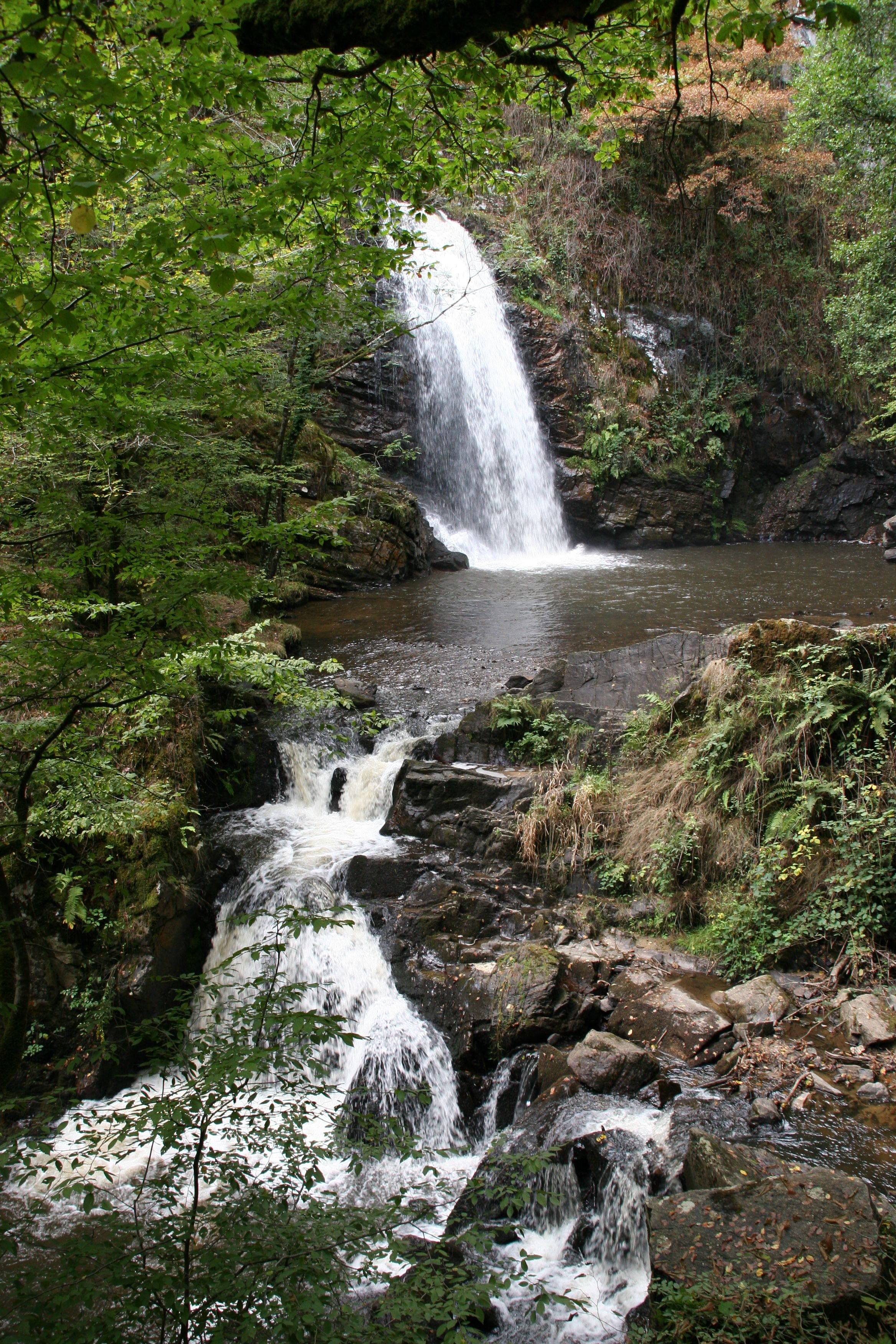
Les rouges ont remporté une baignade en cascade.

Les rouges sont accueillis par deux jeunes femmes, Lita et Miril, au pied d'une cascade afin de pouvoir déguster un repas traditionnel servi avec du jus de pandanus. Par la suite, tous profitent d'une bonne baignade revigorante dans la cascade. L'appel à leurs proches leur procure également une grande émotion. Léa décide de dire ce qu'elle a sur le cœur à ses parents et en particulier à sa mère ; David craque en entendant la voix de ses enfants ; Mégane est reboostée après avoir parlé à son amoureux et Meissa est trop heureux de prendre des nouvelles de sa mère, qu'il considère comme sa meilleure amie. Seule Julie, fidèle à elle-même, reste imperturbable en parlant à ses proches. De retour sur leur camp regonflés à bloc, Cécile attend de son côté de dénicher un collier et découvre avec stupeur que celui-ci ne peut pas la protéger elle, mais deux autres personnes de son choix.
L'épreuve d'immunité consiste à amener trois boules dans trois trous au milieu d'un labyrinthe suspendu. Pour cela un guide maintenu en hauteur par deux aventuriers avec une corde donne des indications à quatre aventuriers qui, à l’aide d’une perche, font bouger le labyrinthe pour amener les trois boules dans les trois trous. Océane est chargée de donner les instructions chez les jaunes tandis que Cécile œuvre chez les rouges. Les rouges parviennent à placer leurs trois boules et s'offrent une nouvelle victoire.
Pour les Kadasi, il s’agit de leur quatrième conseil depuis le début de l’aventure, ce qui a le don de les irriter, notamment Léa, qui exprime son ras-le-bol de par le stress que cela procure. Océane se sent en danger, car n'ayant pas été assez efficace sur l'épreuve en étant guide. Amri de son côté se méfie grandement de l'honnêteté de Sarah.
Au conseil des Kadasi, c'est Sarah qui est éliminée avec quatre voix contre elle, contre trois au nom d'Océane. Interloquée, Sarah demande des explications. Amri lui révèle qu'il peinait à lui faire confiance et Sébastien avance que si celle-ci était ambassadrice à la réunification, il pense qu'elle n'hésiterait pas à mettre le nom d'un jaune. Sarah quitte avec regret son équipe.

### 7eépisode
Cet épisode est diffusé le 2 avril 2024.
Après l'élimination de Sarah, les jaunes ne sont désormais plus que six face à neuf rouges et la réunification s'annonce. Amri trouve un collier d'immunité qui le protège lui et un autre aventurier de son choix, à jouer jusqu'au conseil de la réunification. Il pense protéger Aurélien ou Sébastien, qui sont ses proches alliés. Cependant, en rangeant son collier, il se fait repérer par Léa et Pauline qui se doutent de quelque chose. Chez les rouges, Maxime songe après la réunification à s'allier aux jaunes pour casser une supposée alliance à quatre entre Ricky, David, Mégane et Cécile. Il le dit à Jean mais celui-ci rapporte immédiatement ces propos aux autres.
Pour l'épreuve de confort, les deux équipes doivent disputer l'épreuve du pont de singe. Maxime voudrait que David se rate pour éventuellement le cibler au prochain conseil mais ce dernier tire la boule noire tout comme Maxime et Julie. Cécile est la première à tomber chez les rouges, suivie un peu après par Pauline chez les jaunes. Méissa lâche chez les rouges avant 20 minutes d'épreuve. Suivent ensuite Océane pour les jaunes, Jean chez les rouges puis Léa et Amri chez les jaunes. Après 1h d'épreuve, les candidats restants doivent uniquement se maintenir avec un seul bras. Chez les rouges, Léa finit par lâcher et entraîne malheureusement Mégane dans sa chute. Aurélien tombe ensuite. C'est finalement Sébastien qui bat Ricky, offrant la victoire aux jaunes.
La récompense est la visite d'un jardin potager naturel. Sébastien choisit Amri et Aurélien pour l'accompagner et les trois hommes ramènent un panier rempli de manioc et de nombreux fruits, bananes, mini citrons et deux ananas pour faire plaisir à Pauline. Chez les rouges, Meïssa décide de parler de la stratégie de Maxime et une nouvelle discussion animée éclate. Maxime comprend qu'il a été trahi et s'inquiète pour la suite de son aventure.
Pour l'épreuve d'immunité, Maxime ne participe pas à nouveau et clame que son équipe risque de perdre car c'est ce qui arrive quand il tire la boule noire. Ces propos irritent Jean. Ricky et Mégane ne participent pas non plus à l'épreuve. Chaque équipe possède un "ouvreur" qui devra passer un parcours aquatique puis terrestre. L'ouvreur est relié à un sac de 150 kg que les autres joueurs doivent porter. Une fois le dernier obstacle franchi, l'ouvreur doit empiler en équilibre 5 boules et 5 supports tandis que les autres joueurs doivent porter le sac haut pour donner du mou à l'ouvreur. Léa chez les jaunes et Julie chez les rouges jouent ce rôles. Calme et concentrée, Léa enchaîne l'empilement tandis que Julie, mal positionnée, n'arrive à rien. Une nouvelle embrouille à lieu entre les rouges et surtout entre David et Julie. Meïssa arrive à calmer tout le monde mais les rouges ont trop de retard. Malgré une chute de tout l'édifice, Léa arrive à tout empiler une nouvelle fois et offre la victoire aux jaunes. Pauline profite du moment d'allégresse pour s'emparer discrètement du collier d'immunité caché derrière un totem.
Au conseil des Matukad, les reproches fusent contre Maxime qui comprend rapidement qu'il ne s'en sortira pas. Jean lui reproche notamment d’avoir toujours pointé du doigt les autres depuis le début du jeu. Ricky assure pour sa part qu’à aucun moment il y a eu de quatuor avec David, Mégane et Cécile. Même si certains aventuriers souhaitent toujours éliminer la jeune Léa, qu'ils estiment dangereuse pour le reste de l'aventure, Maxime est éliminé à six voix, contre deux pour Léa et une voix contre David, non comptabilisée grâce au collier de Cécile qui a choisi de le protéger, lui et Meïssa.

### 8eépisode
Cet épisode est diffusé le 9 avril 2024 et constitue le premier épisode de la réunification.
Chez les rouges, Léa demande pourquoi elle a reçu des votes contre elle au conseil de la veille, ce à quoi David et Ricky répondent : par précaution au cas où Maxime aurait eu un collier.
L'épreuve de confort arrive: il faut placer 18 pièces d'un puzzle géant autour d'une arcade. Attachés par groupe de trois, chaque groupe a deux minutes pour avancer la structure avant de la faire tomber et de laisser place à l'autre groupe de trois. Les rouges et surtout David veulent prouver qu'ils peuvent réussir une épreuve de logique sans Maxime mais David tire la boule noire, tout comme Julie. Chez les jaunes, le trio Amri-Léa-Pauline fait preuve d'efficacité tandis que chez les rouges, Cécile commence à s'agacer car elle trouve que Meïssa et Mégane s'éparpillent. Les jaunes remportent cette épreuve haut la main et remportent une énorme côte de bœuf et des frites.
Denis en profite pour annoncer aux deux tribus que la réunification se déroulera le lendemain : chaque équipe devra nommer l'ambassadeur de l'équipe adverse. Les rouges pensent qu'Amri, Sébastien et Aurélien sont particulièrement soudés et préféreraient aller à la boule noire s'ils devenaient ambassadeurs. Leur choix se tourne alors vers la jeune fromagère Pauline, qu'ils trouvent plus maniable et pensent que celle-ci possède un collier d'immunité. Ils discutent de qui ira jusqu'au tirage de la boule noire et personne ne semble décidé à y aller. Ricky affirme même devant tout le monde qu'il n'hésitera pas à donner un nom rouge. Ricky se prend également des remarques par Jean et Cécile sur son inactivité récente sur le camp. Chez les jaunes, tous pensent que n'importe quel aventurier rouge n'ira pas à la boule noire. Les noms de Léa et Meïssa reviennent souvent mais ils finissent par choisir Léa, qu'ils pensent mal intégrée au sein des rouges.
Le lendemain, les ambassadeurs se dévoilent. Pauline n'est pas surprise et assure qu'elle ira à la boule noire. Par précaution, elle confie son collier d'immunité à Léa. Chez les rouges, certains aventuriers ne sont pas sereins de la nomination de Léa, et en particulier David et Ricky qui ont voté contre elle au dernier conseil.
Lors de leur face à face, Léa attaque d'emblée Pauline en disant qu'elle est prête à se rendre au tirage de la boule noire. Pauline pense qu'elle ment et tente de lui faire changer d'avis en argumentant sur le fait qu'elle pourra aller loin dans l'aventure en éliminant quelqu'un. Léa lâche qu'elle a encore des difficultés d'intégration chez les rouges et Pauline lui propose de s'allier aux jaunes afin de rebattre les cartes. Léa reste sur ses positions et les deux jeunes femmes décident d'aller à la boule noire. Denis arrive et elles réitèrent leur souhait mais Léa finit par revenir sur ses positions: elle donne le nom de Ricky. Elle avance comme argument que ce n'est aucunement un allié et qu'il était affaibli au fil des jours précédant la réunion des ambassadeurs.
Les rouges débarquent en pirogue sur le camp des jaunes pour former la nouvelle tribu réunifiée. Les retrouvailles se passent bien, Jean et Sébastien, les deux charpentiers, ont des projets de construction mais Mégane semble réticente à l'idée de "partager ses amis rouges". Les ambassadrices Pauline et Léa reviennent du conseil et apprennent la nouvelle à Ricky : celui-ci est triste mais admet qu'il ne peut pas en vouloir aux deux femmes car il aurait fait le même choix et mis le nom de Léa à sa place. Au moment de partir, Ricky donne discrètement son collier d'immunité à son allié Meïssa, puis réitère sa tristesse et sa déception.

### 9eépisode
Cet épisode est diffusé le 16 avril 2024 et constitue le deuxième épisode de la réunification.
Après le départ de Ricky, les candidats passent leur première nuit ensemble sur le camp réunifié.
Le lendemain, les candidats sont convoqués à l'épreuve d'immunité tant redouté : le parcours du combattant. Léa et Jean remportent leurs courses respectives tant disputés. Tous deux s'affrontent sur une épreuve d'équilibre complexe que Jean remporte grâce à son expérience en tant que charpentier.
Les ex-rouges décident de cibler Océane. Les ex-jaunes essaient d'obtenir des informations auprès des ex-rouges pour connaître la cible de ces derniers. Meïssa cache à ses ex-coéquipiers qu'il a récupéré le collier de Ricky.
Au conseil, trois colliers d'immunités sont joués : celui de Ricky par Meïssa qui le joue pour Cécile (qui annule aucune voix), celui de Pauline (qui annule également aucune voix) et celui d'Amri qui le joue pour lui et Océane. C'est ce dernier collier qui change l'issue du conseil, sauvant ainsi Océane qui recueille le plus de voix, au détriment de Léa de l'ancienne équipe rouge. Ayant été déçue par les ex-jaunes, Léa devient le premier membre du jury final. Sur ce conseil, les votes contre Léa étaient crédités "Léa R" ou "Léa Rouge" afin de la différencier de Léa de l'ancienne équipe jaune.
Le vote noir étant de retour, Léa le donne à Mégane

### 10eépisode
Cet épisode est diffusé le 23 avril 2024
Après le coup de maître d'Amri au conseil, les candidats s'entrainent au tir à l'arc en vue de la prochaine épreuve de confort en individuelle. Avant que le jeu ne commence, Denis annonce que chaque vainqueur des prochains jeux de conforts jusqu'à la finale remportera également un indice pour trouver un collier d'immunité. Amri remporte l'épreuve du tir à l'arc face à Pauline et partage le confort avec elle.
Sur le camp, les candidats ont constaté au cours de l'épreuve du début de l'alliance entre Amri et l'ex-rouge Meïssa qui ne se sent plus écouté par ses anciens coéquipiers. Meïssa va continuer à voter avec son ancienne équipe, mais va révéler à Amri contre qui ils vont voter. La nuit suivante, Amri trouve le collier sur le camp.
Le lendemain, les aventuriers sont convoqués sur l'épreuve d'immunité. Sur cette terrible épreuve des dominos, Denis annonce que le dernier du jeu est directement éliminé. Jean remporte à nouveau le totem, tandis qu'Océane finit dernière et quitte l'aventure sous le regard attristé de ses anciens coéquipiers.
De retour sur le camp, les ex-rouges se mettent d'accord pour voter Amri. Meïssa en fait part à son nouvel allié. Mégane, également alliée de Meïssa, comprend que ce dernier trame quelque chose et tente d'en informer ses anciens coéquipiers en vain.
Au conseil, le plan d'Amri et Meïssa se déroulent comme prévu : les ex-rouges votent tous contre Amri, votes tous annulés par le collier de ce dernier, coupant ainsi la "tête pensante" des ex-rouges Cécile qui prend la porte. Cette dernière confie le vote noir à Mégane. A la fin du conseil, Denis donne aux candidats deux kilos de riz.

### 11eépisode
Cet épisode est diffusé le 30 avril 2024
Au cours de l'épisode, les dix candidats forment cinq binômes aux destins liés.
Avant d'aller au jeu de confort, les candidats se disputent à propos des 2 kg de riz qu'ils ramènent du conseil. Au jeu de confort, cinq binômes sont formés : Mégane et Jean, Sébastien et Aurélien, Amri et Julie, Léa et David et Pauline et Meïssa. A l'issue de l'épreuve mythique de la boue revisitée avec le tir d'adresse, le binôme Mégane et Jean gagnent le confort et l'indice collier qui va avec. Tous deux passent la nuit au sein d'une famille de pêcheurs.
Sur le camp, Sébastien et Aurélien se sentent menacés, étant tous deux des ex-jaunes, le reste des binômes (sauf Jean et Mégane) étant mixtes (ex-jaune et ex-rouge). Meïssa essaie de convaincre Amri d'éliminer Sébastien et Aurélien, ce qu'il refuse pour l'instant. De leur côté, David et Léa se découvrent les mêmes intérêts. Le repas du soir arrivant, de nouvelles tensions entre Julie et Sébastien ont lieu à propos du riz : Sébastien veut faire un bouillon de riz pour apporter de la consistance. Finalement, Julie se retrouve convaincue par la recette de Sébastien.
Le lendemain, les candidats s'affrontent sur une épreuve d'immunité : les binômes doivent se coordonner pour rester en équilibre ensemble. Amri, pas à l'aise en équilibre, est aidé et guidé par la voix de son binôme Julie. Malgré cette performance, c'est à nouveau Jean et Mégane qui remportent l'épreuve.
De retour sur le camp, les ex-rouges se rassemblent pour décider d'un nom pour le prochain conseil. Aurélien, se sentant menacé, annonce aux ex-rouges de la trahison de Meïssa. Le lendemain matin, la journée commence mal, puisque Sébastien insulte Julie pour l'avoir réveillé, ce qui provoque des tensions. De leur côté, Jean et Mégane tentent de trouver leur collier... en vain. Sébastien tente un coup de poker en faisant croire à tout le monde qu'il a trouvé un collier.
Au conseil, Aurélien dévoile la trahison de Meïssa devant tout le monde. C'est Sébastien qui est éliminé, entrainant dans sa chute Aurélien. Tous deux demandent des comptes à Amri avant de partir, celui-ci expliquant qu'il n'a pas apprécié qu'ils ont dénoncé le double jeu de Meïssa. Sébastien donne le vote noir à Léa.

### 12eépisode
Cet épisode est diffusé le 7 mai 2024
De nombreuses tensions persistent depuis le conseil et la révélation du double jeu de Meïssa. Lors du jeu de confort, les candidats doivent rester immergés sous une grille sous l'eau. Amri remporte l'épreuve, obtient un indice collier et partage avec Léa la récompense : passer une nuit dans un hôtel.
Le lendemain, Amri et Léa reviennent de leur confort. Amri ne tarde pas à trouver le collier d'immunité. Mais Jean se blesse à la cheville en allant chercher à manger et le médecin venu lui poser une attelle est pessimiste pour la suite du jeu.
Le lendemain, à l'épreuve d'immunité, Jean est contraint à l'abandon médicale. Il quitte l'aventure en larme après avoir remporté toutes les épreuves d'immunités depuis la réunification. Léa remporte l'épreuve, tandis que Meïssa, finissant dernier, est pénalisé d'un vote au prochain conseil.
Désormais maîtresse du jeu avec le totem et son double vote, Léa décide de suivre la stratégie d'Amri et Pauline et de faire croire aux ex-rouges avec qui elle s'est liée qu'elle va voter Meïssa. Au conseil, Amri sort son collier, ce qui annule deux voix contre lui. C'est Mégane qui est éliminée par Léa, Pauline et Amri. Cette dernière confie le vote noir à Julie.

### 13eépisode
Cet épisode est diffusé le 14 mai 2024
À la suite de l'abandon médical de Jean, Aurélien et Sébastien disputent un duel pour savoir lequel des deux va retourner sur le camp. Ils doivent reconstituer une tortue en plaçant plusieurs pièces dans des trous. Sébastien remporte assez aisément l'épreuve et promet de se venger des jaunes et notamment d'Amri.
Sur le camp, les aventuriers restants décident d'éliminer le candidat qui reviendra, mis à part Léa qui ne souhaite pas éliminer Sébastien ou Aurélien une seconde fois. L'épreuve de confort arrive et se fait par équipe. Les deux leaders sont tirés au sort. Amri choisit Léa puis Pauline tandis que David opte pour Sébastien et Julie, laissant Meïssa sur le carreau. Ce dernier est très remonté contre Amri, qui lui avait promis un confort, et contre David qui a choisi Sébastien alors qu'il voulait l'éliminer plus tôt. L'épreuve est celle du koala, mais quand un membre de l'équipe lâche, les autres doivent descendre d'un cran sur une corde moins large. Pauline finit par lâcher, suivie d'Amri. Léa tient un peu mais finit par lâcher. L'équipe de David l'emporte et ce dernier cède juste après. Finalement, Sébastien tient plus longtemps que Julie et remporte l'indice. Les trois partent pour passer une journée avec des enfants.
De retour sur le camp, Meïssa ne décolère pas. Amri s'excuse et tous sont vraiment furieux du choix de David. Ils envisagent de voter contre lui ce soir, Léa ne voulant pas voter contre Sébastien. Ce dernier lit son indice et comprend que son collier est caché dans une des quatre statuettes qui se trouve sur le chemin de l'isoloir. Le problème est qu'il y a quatre statuettes et qu'il ne peut en ouvrir que deux. Au conseil. Sébastien, Julie et David souhaitent éliminer Amri.
L'épreuve d'immunité est la course d'équilibre. Pauline et Amri sont éliminés lors du premier franchissement, suivis par Julie, David et enfin Léa. La finale oppose Sébastien à Meïssa et ce dernier l'emporte non sans plaisir après avoir été boudé par les deux équipes lors de l'épreuve précédente. De retour au camp, Sébastien, David et Julie tentent de convaincre Léa de voter contre Amri mais cette dernière ne souhaite pas trahir son allié.
Au conseil, Sébastien réussit à trouver un collier et s'en sert pour se protéger lui. Une égalité a lieu entre David et Amri et un second vote a lieu, sans le vote noir de Julie. Sans surprise, David est éliminé à 4 voix contre 3 et confie son vote noir à Sébastien.

### 14eépisode
Cet épisode est diffusé le 21 mai 2024.

### 15eépisode
Cet épisode est diffusé le 28 mai 2024
C’est l’épisode de la couse d’orientation qui symbolise aussi la demi-finale. Le but pour les candidats restants est de trouver les poignards cachés sur l’île grâce à des balises et des boussoles. Amri, Julie, Meïssa, Pauline et Léa sont encore en course à la victoire. 

C’est Léa qui trouve son poignard la première en 1 h 41 et gagne la mythique épreuve de la course d’orientation. C’est Meïssa qui trouve le deuxième poignard, juste après, en 1 h 43. Amri trouve la troisième balise le premier mais Julie le devance et trouve le troisième poignard, après plus de 4 h. Amri et Pauline sont éliminés.

### 16eépisode
Cet épisode est diffusé le 4 juin 2024
Selon Denis Brogniart, le typhon Mawar (en) viendra perturber l'épreuve des poteaux,. C'est pour ça que les poteaux ont été réinstallés en urgence dans un bras de rivière, plus à l'abri. 

Léa remporte l'épreuve des poteaux après 2 h, juste qu'après Julie puis Meïssa soient tombés lorsque les poteaux ont été réduits au minimum. Léa a choisi Meïssa comme finaliste pour la confrontation au jury final. Julie est la dernière éliminée du jeu.
Le vote des 11 membres du jury final a été réalisé sur place, l'urne ayant été ensuite scellée par Denis Brogniart. 

Le dépouillement des bulletins de ce vote a été fait en direct en France par Denis, après que tous les candidats de cette saison ont été réunis à l'antenne.
Léa est déclarée gagnante avec 8 voix contre 3 voix pour Meïssa et empoche donc les 100 000 € promis au vainqueur.

## Audiences et diffusion
En France, l'émission est diffusée sur TF1, les mardis à 21 h 10, à partir du 13 février 2024. Un épisode dure 2 h 10 (publicités incluses) mais est découpé en 2 parties, soit une diffusion de 21 h 10 à 22 h 15 et de 22 h 15 à 23 h 20.
| Épisode            | Date de diffusion  | Horaire de diffusion | Nombre de téléspectateurs | Part de marché  | Part de marché | Classement des audiences | Réf.    |
| Épisode            | Date de diffusion  | Horaire de diffusion | Nombre de téléspectateurs | (4 ans et plus) | (FRDA-50)      | Classement des audiences | Réf.    |
| ------------------ | ------------------ | -------------------- | ------------------------- | --------------- | -------------- | ------------------------ | ------- |
| 1                  | 13 février 2024    | 21 h 14 – 22 h 27    | 3 660 000                 | 18,7 %          | 33,6 %         | 1er                      | [ 138 ] |
| 1                  | 13 février 2024    | 22 h 36 – 23 h 40    | 3 030 000                 | 24,1 %          | 42,6 %         | 2e                       | [ 138 ] |
| 2                  | 20 février 2024    | 21 h 13 – 22 h 22    | 3 760 000                 | 18,4 %          | 33,7 %         | 1er                      | [ 139 ] |
| 2                  | 20 février 2024    | 22 h 29 – 23 h 39    | 3 140 000                 | 23,9 %          | 39,1 %         | 1er                      | [ 139 ] |
| 3                  | 27 février 2024    | 21 h 14 – 22 h 24    | 3 880 000                 | 18,8 %          | 34,3 %         | 1er                      | [ 140 ] |
| 3                  | 27 février 2024    | 22 h 30 – 23 h 33    | 3 310 000                 | 23,1 %          | 39 %           | 1er                      | [ 140 ] |
| 4                  | 5 mars 2024        | 21 h 15 – 22 h 29    | 3 510 000                 | 17 %            | 30,7 %         | 1er                      | [ 141 ] |
| 4                  | 5 mars 2024        | 22 h 39 – 23 h 25    | 3 080 000                 | 22,1 %          | 37,8 %         | 1er                      | [ 141 ] |
| 5                  | 12 mars 2024       | 21 h 14 – 22 h 25    | 3 450 000                 | 16,7 %          | 33,9 %         | 2e                       | [ 142 ] |
| 5                  | 12 mars 2024       | 22 h 34 – 23 h 23    | 2 910 000                 | 20,5 %          | 37,7 %         | 2e                       | [ 142 ] |
| 6                  | 19 mars 2024       | 21 h 14 – 22 h 27    | 3 440 000                 | 17,8 %          | 31,2 %         | 2e                       | [ 143 ] |
| 6                  | 19 mars 2024       | 22 h 35 – 23 h 39    | 2 590 000                 | 21,8 %          | 33,7 %         | 2e                       | [ 143 ] |
| 7                  | 2 avril 2024       | 21 h 14 – 22 h 24    | 3 410 000                 | 16,7 %          | 28,4 %         | 1er                      | [ 144 ] |
| 7                  | 2 avril 2024       | 22 h 32 – 23 h 22    | 2 940 000                 | 19,8 %          | 34,3 %         | 1er                      | [ 144 ] |
| 8                  | 9 avril 2024       | 21 h 14 – 22 h 19    | 3 250 000                 | 15,4 %          | 25,5 %         | 2e                       | [ 145 ] |
| 8                  | 9 avril 2024       | 22 h 28 – 23 h 12    | 2 890 000                 | 18,5 %          | 30,8 %         | 2e                       | [ 145 ] |
| 9                  | 16 avril 2024      | 21 h 15 – 22 h 19    | 3 000 000                 | 14,2 %          | 26,4 %         | 2e                       | [ 146 ] |
| 9                  | 16 avril 2024      | 22 h 28 – 23 h 10    | 2 550 000                 | 15 %            | 27,7 %         | 2e                       | [ 146 ] |
| 10                 | 23 avril 2024      | 21 h 14 – 22 h 22    | 3 270 000                 | 16,3 %          | 30 %           | 2e                       | [ 147 ] |
| 10                 | 23 avril 2024      | 22 h 30 – 23 h 23    | 2 880 000                 | 20,1 %          | 35,9 %         | 2e                       | [ 147 ] |
| 11                 | 30 avril 2024      | 21 h 14 – 22 h 20    | 3 220 000                 | 16,3 %          | 30,1 %         | 2e                       | [ 148 ] |
| 11                 | 30 avril 2024      | 22 h 28 – 23 h 31    | 3 090 000                 | 20,6 %          | 34,3 %         | 2e                       | [ 148 ] |
| 12                 | 7 mai 2024         | 21 h 13 – 22 h 21    | 3 170 000                 | 14,5 %          | 25,9 %         | 2e                       | [ 149 ] |
| 12                 | 7 mai 2024         | 22 h 29 – 23 h 26    | 2 980 000                 | 18 %            | 28,9 %         | 2e                       | [ 149 ] |
| 13                 | 14 mai 2024        | 21 h 14 – 22 h 23    | 3 320 000                 | 16,6 %          | 28,7 %         | 2e                       | [ 150 ] |
| 13                 | 14 mai 2024        | 22 h 30 – 23 h 18    | 2 890 000                 | 19,5 %          | 32 %           | 2e                       | [ 150 ] |
| 14                 | 21 mai 2024        | 21 h 15 – 22 h 24    | 3 250 000                 | 15,9 %          | 27,6 %         | 2e                       | [ 151 ] |
| 14                 | 21 mai 2024        | 22 h 34 – 23 h 41    | 2 960 000                 | 20,7 %          | 34,7 %         | 2e                       | [ 151 ] |
| 15                 | 28 mai 2024        | 21 h 15 – 22 h 23    | 3 410 000                 | 17 %            | 29,9 %         | 1er                      | [ 152 ] |
| 15                 | 28 mai 2024        | 22 h 32 – 23 h 12    | 3 120 000                 | 20 %            | 33,7 %         | 1er                      | [ 152 ] |
| 16 (Finale)        | 4 juin 2024        | 21 h 15 – 22 h 49    | 3 270 000                 | 17,2 %          | 30,2 %         | 2e                       | [ 153 ] |
| 16 (Finale)        | 4 juin 2024        | 22 h 58 – 0 h 0      | 2 460 000                 | 24,8 %          | 37,4 %         | 1er                      | [ 153 ] |
|                    |                    |                      |                           |                 |                |                          |         |
| Bilan de la saison | Bilan de la saison | P1                   | 3 390 000                 | 16,7 %          | 30,1 %         |                          | [ 154 ] |
| Bilan de la saison | Bilan de la saison | P2                   | 2 930 000                 | 20,8 %          | 35,1 %         |                          | [ 154 ] |
| Bilan de la saison | Bilan de la saison | Total                | 3 160 000                 | 18,7 %          | 32,6 %         |                          | [ 154 ] |

Légende :
- Les plus hauts chiffres d'audience
- Les plus bas chiffres d'audience